# Gergő Nagy
Gergő Nagy (Gyula, 7 gennaio 1993) è un calciatore ungherese,  centrocampista del Komárno.

## Caratteristiche tecniche
Centrale di grande spinta vecchio stampo, può essere impiegato anche come trequartista.

## Carriera

### Club
Muove i primi passi nel Gyula, squadra dell'omonima città natale, fino al 2005, quando passa al Bekescsaba, squadra in cui rimane due anni prima di approdare all'Honvéd. Con la squadra rossonera milita per alcuni anni nella squadra riserve con cui in otto stagioni colleziona 40 presenze e due reti, alternandosi saltuariamente in prima squadra ed esordendo a diciassette anni nella sfida di Coppa d'Ungheria vinta per 2-1 contro il Tatabanya il 22 settembre 2010. Nella stagione 2012-13, sotto la guida del mister Marco Rossi, insieme a Nagy vengono promossi molti giovani in prima squadra anche per via della politica del club di puntare sui giovani. Nagy fa il suo esordio in campionato alla prima giornata nella vittoria esterna per 1-0 ai danni del Siófok, segnando la prima rete con il club di Kispest nella vittoria per 5-3 contro il Kaposvár. Nel corso della stagione e negli anni successivi diventa un punto di riferimento della difesa del club. Il 27 maggio 2017, dopo aver vinto per 1-0 lo scontro al vertice contro il Videoton, si laurea insieme al resto della squadra campione d'Ungheria. Nel corso degli anni diventa uomo squadra e idolo dei tifosi restando a Kispest fino al termine della stagione 2021-22 lasciando la squadra rossonera dopo un totale di quindici anni, con un bilancio in prima squadra di 278 presenze e 10 reti. Scaduto il contratto firma un biennale con il Mezőkövesd-Zsóry.

### Nazionale
Ha esordito con la Nazionale ungherese nel 2009 con l'Under-17, poi nel 2011 raccoglie sei presenze con l'Under-18, sempre nel 2011 ha fatto parte dell'Under-19 con la quale scende in campo in un'occasione, invece dal 2013 ha fatto parte dell'Under-21 con la quale ha giocato una partita valida per le qualificazioni agli europei di categoria. Dal 2018 con il cambio di allenatore viene chiamato da Marco Rossi suo tecnico all'Honvéd in nazionale maggiore, per le sfide della neonata UEFA Nations League per le sfide contro Grecia e Finlandia rimanendo in panchina.

## Statistiche

### Presenze e reti nei club
Statistiche aggiornate al 30 agosto 2017.
| Stagione               | Squadra                | Campionato             | Campionato | Campionato | Coppe nazionali | Coppe nazionali | Coppe nazionali | Coppe continentali | Coppe continentali | Coppe continentali | Altre coppe | Altre coppe | Altre coppe | Totale | Totale |
| Stagione               | Squadra                | Comp                   | Pres       | Reti       | Comp            | Pres            | Reti            | Comp               | Pres               | Reti               | Comp        | Pres        | Reti        | Pres   | Reti   |
| ---------------------- | ---------------------- | ---------------------- | ---------- | ---------- | --------------- | --------------- | --------------- | ------------------ | ------------------ | ------------------ | ----------- | ----------- | ----------- | ------ | ------ |
| 2010-2011              | Honvéd II              | NBII                   | 10         | 1          | MK              | 0               | 0               | -                  | -                  | -                  | -           | -           | -           | 10     | 1      |
| 2011-2012              | Honvéd II              | NBII                   | 1          | 0          | MK              | 0               | 0               | -                  | -                  | -                  | -           | -           | -           | 1      | 0      |
| 2012-2013              | Honvéd II              | NBII                   | 12         | 0          | -               | -               | -               | -                  | -                  | -                  | -           | -           | -           | 12     | 0      |
| 2013-2014              | Honvéd II              | NBIII                  | 4          | 1          | -               | -               | -               | -                  | -                  | -                  | -           | -           | -           | 4      | 1      |
| 2014-2015              | Honvéd II              | NBIII                  | 3          | 0          | -               | -               | -               | -                  | -                  | -                  | -           | -           | -           | 3      | 0      |
| 2015-2016              | Honvéd II              | NBII                   | 0          | 0          | -               | -               | -               | -                  | -                  | -                  | -           | -           | -           | 0      | 0      |
| 2016-2017              | Honvéd II              | NBIII                  | 2          | 0          | -               | -               | -               | -                  | -                  | -                  | -           | -           | -           | 2      | 0      |
| 2017-2018              | Honvéd II              | NBIII                  | 8          | 0          | -               | -               | -               | -                  | -                  | -                  | -           | -           | -           | 8      | 0      |
| Totale Honvéd II       | Totale Honvéd II       | Totale Honvéd II       | 40         | 2          |                 | 0               | 0               |                    | -                  | -                  |             | -           | -           | 40     | 2      |
| 2010-2011              | Honvéd                 | NBI                    | 13         | 0          | MK+MLK          | 3+2             | 0+1             | -                  | -                  | -                  | -           | -           | -           | 18     | 1      |
| 2011-2012              | Honvéd                 | NBI                    | 0          | 0          | MK+MLK          | 0+1             | 0+0             | -                  | -                  | -                  | -           | -           | -           | 1      | 0      |
| 2012-2013              | Honvéd                 | NBI                    | 15         | 3          | MK+MLK          | 2+4             | 0+0             | UEL                | 0                  | 0                  | -           | -           | -           | 21     | 3      |
| 2013-2014              | Honvéd                 | NBI                    | 22         | 1          | MK+MLK          | 0+2             | 0+0             | UEL                | 2                  | 0                  | -           | -           | -           | 26     | 1      |
| 2014-2015              | Honvéd                 | NBI                    | 21         | 0          | MK+MLK          | 2+3             | 0+0             | -                  | -                  | -                  | -           | -           | -           | 26     | 0      |
| 2015-2016              | Honvéd                 | NBI                    | 32         | 2          | MK              | 2               | 0               | -                  | -                  | -                  | -           | -           | -           | 34     | 2      |
| 2016-2017              | Honvéd                 | NBI                    | 19         | 1          | MK              | 5               | 0               |                    | -                  | -                  | -           | -           | -           | 24     | 1      |
| 2017-2018              | Honvéd                 | NBI                    | 19         | 0          | MK              | 3               | 0               | UCL                | 2                  | 0                  | -           | -           | -           | 24     | 0      |
| 2018-2019              | Honvéd                 | NBI                    | 25         | 0          | MK              | 7               | 0               | UEL                | 4                  | 1                  | -           | -           | -           | 36     | 1      |
| 2019-2020              | Honvéd                 | NBI                    | 25         | 0          | MK              | 10              | 0               | UEL                | 0                  | 0                  | -           | -           | -           | 35     | 0      |
| 2020-2021              | Honvéd                 | NBI                    | 11         | 0          | MK              | 4               | 1               | UEL                | 0                  | 0                  | -           | -           | -           | 15     | 1      |
| 2021-2022              | Honvéd                 | NBI                    | 16         | 0          | MK              | 2               | 0               | -                  | -                  | -                  | -           | -           | -           | 18     | 0      |
| Totale Honvéd          | Totale Honvéd          | Totale Honvéd          | 218        | 7          |                 | 52              | 2               |                    | 8                  | 1                  |             | -           | -           | 278    | 10     |
| 2022-2023              | Mezőkövesd-Zsóry       | NBI                    | 15         | 0          | MK              | 1               | 0               |                    | -                  | -                  |             | -           | -           | 16     | 0      |
| 2023-2024              | Mezőkövesd-Zsóry       | NBI                    | 2          | 0          | MK              | 1               | 0               |                    | -                  | -                  |             | -           | -           | 3      | 0      |
| Totale Mezőkövesd-Zsóy | Totale Mezőkövesd-Zsóy | Totale Mezőkövesd-Zsóy | 17         | 0          |                 | 2               | 0               |                    | -                  | -                  |             | -           | -           | 19     | 0      |
| Totale carriera        | Totale carriera        | Totale carriera        | 275        | 9          |                 | 54              | 2               |                    | 8                  | 1                  |             | -           | -           | 337    | 12     |

## Palmares

### Club

#### Competizioni nazionali
- Campionato ungherese: 1

Honvéd: 2016-2017
- Coppa d'Ungheria: 1

Honvéd: 2019-2020